# Trendsetter (album Fler)
Trendsetter – drugi solowy album niemieckiego rapera Flera wydany w 2006 roku w wytwórni Aggro Berlin. Płytę promowały utwory Papa ist zurück oraz Çüs Junge. 

## Lista utworów
1. Pacino Intro 0:57
2. Papa ist zurück 3:10
3. Der Guteste (feat. G-Hot) 3:54
4. Ich bleib’ wie ich bin 4:28
5. Die Schule brennt 3:36
6. A.G.G.R.O. Gee 3:22
7. Ich scheine 3:22
8. Vatermorgana 3:57
9. Am Abzug (feat. Deso Dogg) 4:30
10. Breakdance (feat. G-Hot) 4:31
11. Nick bis dein Genick bricht (feat. Tony D.) 3:52
12. Meine Homies 3:49
13. Skit 0:36
14. Backstage Pass (feat. B-Tight & Alpa Gun) 3:47
15. Zeit ist Geld (feat. Bass Sultan Hengzt) 3:53
16. Reich so reich 3:59
17. Çüs Junge (feat. Muhabbet) 3:14
18. Böser Engel 4:08
19. Verrückt wie krass (feat. Sido) 4:08